# Viola galeanaensis
Viola galeanaensis là một loài thực vật có hoa trong họ Hoa tím. Loài này được M.S. Baker miêu tả khoa học đầu tiên năm 1947.